# Ernst Bock von Wülfingen
Ernst Friedrich Wilhelm Wulbrand Bock von Wülfingen (* 2. Juni 1840 in Lamspringe; † 8. April 1899 in Hannover) war ein preußischer Generalmajor.

## Leben
Er stammt aus dem niedersächsischen Uradelsgeschlecht Bock von Wülfingen und war der Sohn des preußischen Oberappellationsrates Karl Bock von Wülfingen. Nach dem Schulbesuch schlug er die preußische Militärlaufbahn ein und wurde bis zum Generalmajor befördert. Verheiratet war er seit dem 28. September 1875 mit Emma Reinshagen.